# Andrej Meszároš
Andrej Meszároš (* 13. říjen 1985 Považská Bystrica) je profesionální slovenský hokejový obránce hrající ve slovenské nejvyšší soutěži v týmu HK Dukla Trenčín.

## Ocenění a úspěchy
- 2004 SHL - All-Star Tým
- 2005 MSJ - Nejlepší střelec na pozici obránce
- 2006 NHL - All-Rookie Tým
- 2007 NHL - YoungStars Game
- 2015 MS - Nejlepší tři hráči v týmu

## Prvenství

### NHL
- Debut - 5. října 2005 (Toronto Maple Leafs proti Ottawa Senators)
- První asistence - 10. října 2005 (Ottawa Senators proti Toronto Maple Leafs)
- První gól - 9. prosince 2005 (Vancouver Canucks proti Ottawa Senators)

### KHL
- Debut - 10. listopadu 2015 (HC Sibir Novosibirsk proti Metallurg Novokuzněck)
- První asistence - 19. listopadu 2015 (Amur Chabarovsk proti Metallurg Novokuzněck)
- První gól - 30. listopadu 2015 (Severstal Čerepovec proti Metallurg Novokuzněck brankáři Jakubu Štěpánkovi)

## Klubová statistika
| Sezóna      | Klub                 | Soutěž      |     | Základní část | Základní část | Základní část | Základní část | Základní část |   | Play off | Play off | Play off | Play off | Play off |
| Sezóna      | Klub                 | Soutěž      | Z   | G             | A             | B             | TM            | Z             | G | A        | B        | TM       |          |          |
| 2002/03     | Dukla Trenčín        | SHL         | 23  | 0             | 1             | 1             | 4             | —             | — | —        | —        | —        |          |          |
| 2003/04     | Dukla Trenčín        | SHL         | 44  | 3             | 3             | 6             | 8             | 14            | 3 | 1        | 4        | 2        |          |          |
| 2004/05     | Vancouver Giants     | WHL         | 59  | 11            | 30            | 41            | 94            | 6             | 1 | 3        | 4        | 14       |          |          |
| 2005/06     | Ottawa Senators      | NHL         | 82  | 10            | 29            | 39            | 61            | 10            | 1 | 0        | 1        | 18       |          |          |
| 2006/07     | Ottawa Senators      | NHL         | 82  | 7             | 28            | 35            | 102           | 20            | 1 | 6        | 7        | 12       |          |          |
| 2007/08     | Ottawa Senators      | NHL         | 82  | 9             | 27            | 36            | 50            | 4             | 0 | 1        | 1        | 6        |          |          |
| 2008/09     | Tampa Bay Lightning  | NHL         | 52  | 2             | 14            | 16            | 36            | —             | — | —        | —        | —        |          |          |
| 2009/10     | Tampa Bay Lightning  | NHL         | 81  | 6             | 11            | 17            | 50            | —             | — | —        | —        | —        |          |          |
| 2010/11     | Philadelphia Flyers  | NHL         | 81  | 8             | 24            | 32            | 42            | 11            | 2 | 4        | 6        | 8        |          |          |
| 2011/12     | Philadelphia Flyers  | NHL         | 62  | 7             | 18            | 25            | 38            | 1             | 0 | 0        | 0        | 0        |          |          |
| 2012/13     | Philadelphia Flyers  | NHL         | 11  | 0             | 2             | 2             | 2             | —             | — | —        | —        | —        |          |          |
| 2013/14     | Philadelphia Flyers  | NHL         | 38  | 5             | 12            | 17            | 34            | —             | — | —        | —        | —        |          |          |
| 2013/14     | Boston Bruins        | NHL         | 14  | 2             | 3             | 5             | 6             | 4             | 0 | 2        | 2        | 2        |          |          |
| 2014/15     | Buffalo Sabres       | NHL         | 60  | 7             | 7             | 14            | 36            | —             | — | —        | —        | —        |          |          |
| 2015/16     | HC Sibir Novosibirsk | KHL         | 28  | 6             | 3             | 9             | 36            | 9             | 1 | 3        | 4        | 10       |          |          |
| 2016/17     | HC Slovan Bratislava | KHL         | 35  | 4             | 9             | 13            | 63            | —             | — | —        | —        | —        |          |          |
| 2017/18     | HC Slovan Bratislava | KHL         | 51  | 6             | 11            | 17            | 24            | —             | — | —        | —        | —        |          |          |
| 2018/19     | HC Slovan Bratislava | KHL         | 39  | 2             | 5             | 7             | 32            | —             | — | —        | —        | —        |          |          |
| 2019/20     | HC Slovan Bratislava | KHL         | 48  | 4             | 27            | 31            | 50            | —             | — | —        | —        | —        |          |          |
| 2020/21     | HC Slovan Bratislava | KHL         | 27  | 3             | 6             | 9             | 36            | 10            | 2 | 4        | 6        | 10       |          |          |
| 2021/22     | HK Dukla Trenčín     | SHL         | 2   | 1             | 0             | 1             | 2             | —             | — | —        | —        | —        |          |          |
| NHL celkově | NHL celkově          | NHL celkově | 645 | 63            | 175           | 238           | 457           | 50            | 4 | 13       | 17       | 46       |          |          |
| SHL celkově | SHL celkově          | SHL celkově | 144 | 11            | 37            | 48            | 100           | 24            | 5 | 5        | 10       | 12       |          |          |
| KHL celkově | KHL celkově          | KHL celkově | 153 | 18            | 28            | 46            | 177           | 9             | 1 | 3        | 4        | 10       |          |          |

## Reprezentace
| Rok             | Tým             | Soutěž          | Z  | G | A | B  | TM |
| --------------- | --------------- | --------------- | -- | - | - | -- | -- |
| 2002            | Slovensko 18    | MS 18           | 8  | 0 | 1 | 1  | 8  |
| 2003            | Slovensko 18    | MS 18           | 7  | 2 | 2 | 4  | 6  |
| 2004            | Slovensko 20    | MSJ             | 6  | 1 | 1 | 2  | 12 |
| 2004            | Slovensko       | MS              | 7  | 0 | 1 | 1  | 2  |
| 2005            | Slovensko 20    | MSJ             | 6  | 3 | 1 | 4  | 4  |
| 2006            | Slovensko       | OH              | 6  | 0 | 2 | 2  | 4  |
| 2006            | Slovensko       | MS              | 1  | 0 | 0 | 0  | 0  |
| 2010            | Slovensko       | OH              | 7  | 0 | 0 | 0  | 4  |
| 2014            | Slovensko       | OH              | 4  | 0 | 0 | 0  | 6  |
| 2015            | Slovensko       | MS              | 7  | 3 | 1 | 4  | 27 |
| 2016            | Slovensko       | MS              | 7  | 0 | 2 | 2  | 4  |
| Junioři celkově | Junioři celkově | Junioři celkově | 27 | 6 | 5 | 11 | 30 |
| Senioři celkově | Senioři celkově | Senioři celkově | 39 | 3 | 6 | 9  | 47 |